# Ausonio Franchi

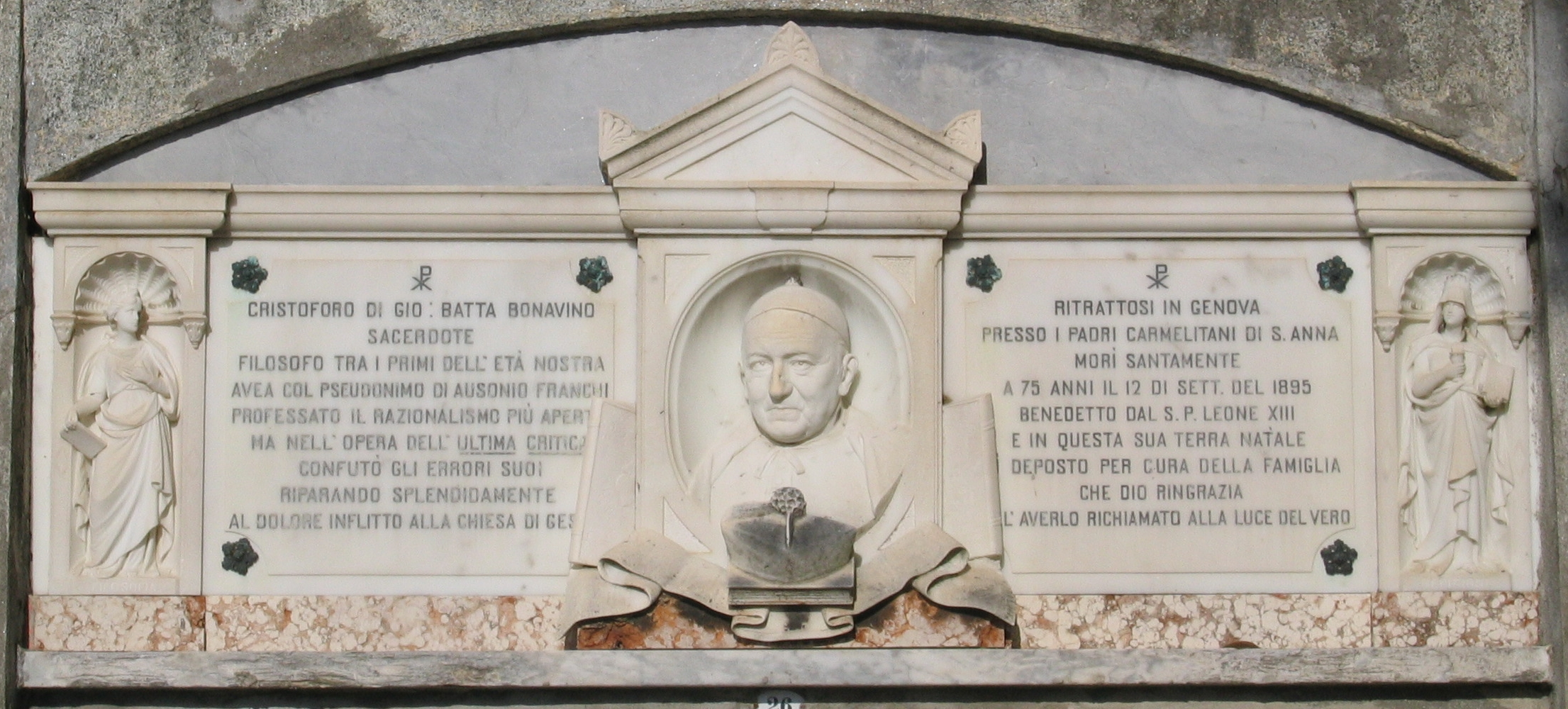
Ausonio Franchis Grab

Ausonio Franchi, eigentlich Cristoforo Bonavino (* 24. Februar 1821 in Pegli; † 12. September 1895 ebenda), war ein italienischer Philosoph und katholischer Priester.

## Leben
Franchi war der Sohn des Tuchhändlers Giambattista Bonavino und dessen Ehefrau Caterina Traverso. Mit 16 Jahren wurde Franchi 1837 Schüler eines kirchlichen Kollegs in seiner Heimatstadt, da ihm seine Familie den Eintritt in den Jesuitenorden verboten hatten. Drei Jahre später schloss er sich den Redemptoristen an und wurde am 1. Dezember 1843 in Bobbio zum Priester geweiht.
In den Jahren 1845 bis 1848 wirkte Franchi als Lehrer im höheren Schuldienst. Während dieser Jahre machte er u. a. die Bekanntschaft mit Vincenzo Gioberti und Bertrando Spaventa, die ihn, nach eigenen Aussagen, zum Teil sehr beeinflussten. Mit seinen Werken Il razionalismo del popolo und La religione del secolo XIX war Franchi einer der ersten (neben den bereits genannten), der gegen Scholastik und Orthodoxie der etablierten Philosophie ankämpfte.
Als Franchi anonym 1849 das Werk Jesus Christ devant les conseils de guerre von Victor Meunier ins Italienische übersetzte, wurde er verraten und suspendiert (A divinis).
Dies nahm Franchi zum Anlass, aus der Kirche auszutreten und ab dieser Zeit nur noch unter seinem Pseudonym Ausonio Franchi zu veröffentlichen. Der Vorname sollte an das alte Volk der Ausonier erinnern und der Nachname zeigte den Wunsch nach Freiheit und Unabhängigkeit.
1852 veröffentlichte Franchi seine Ultima critica, in der er gegen Vertreter des Heiligen Stuhls, namentlich gegen Terenzio Mamiani polemisierte, da er dessen – auf Platon aufbauenden – Thesen und Theorien als überholt und rückständig erachtete. Zwei Jahre später wurde dieses Buch Franchis auf Wunsch von Papst Pius IX. auf den Index Librorum Prohibitorum gesetzt.
Franchi begründete damals auch das Journal La ragione (Turin 1854–1857, 7 Bde.), in dem er mit gleichem Freimut vorging. Trotz seiner scharfen Polemik gegen die orthodoxe Philosophie übertrug ihm die neue italienische Regierung 1860 die Professur der Philosophie der Geschichte an der Akademie zu Pavia und später (1863) an der Accademia scientifico-letteraria zu Mailand. In dieser Stellung veröffentlichte Franchi die Letture su la storia della filosofia moderna (Mailand 1863, 2 Bde.) und Prolusione al corso di filosofia nell' accademia scientifico-letteraria di Milano (Turin 1868), die weniger allgemeinen Beifall fanden als seine früheren polemischen Schriften.
In dem späteren Werk Sulla teorica del giudizio (Mailand 1870, 2 Bde.), versuchte er die Natur der a priori synthetischen Urteile Kants zu begründen.

## Werke
- Confessioni d'un metafisico (1865)
- Ultima critica. Filosofia delle scuole Italiane (Capolago 1852, Florenz 1862)
- Il razionalismo del popolo (Genf 1856; 3. Aufl., Mailand 1864)
- La religione del secolo XIX (Genf 1853; neue Ausg., Mailand 1859)
- Saggi di critica e polemica (Mailand 1870–1872, 3 Bde.);
- Nuovi elementi di grammatica generale applicati alla lingua italiana (Mailand 1866, 2. Aufl. 1874)
- La caduta del principato ecclesiastico e la restaurazione dell’ imperio germanico (Mailand 1871).